# Волнистый брахицерус
Волнистый брахицерус (лат. Brachycerus sinuatus) — жук из семейства брахицерид. Представитель преимущественно тропического пустынного и саваннового африканского рода в степях юго-восточной европейской части России.

## Описание
Длина тела 6 — 15 мм, самцы значительно мельче самок. Окраска чёрная. Форма тела сильно выпуклая. Головотрубка короткая и широкая. Усики короткие, толстые. Переднеспинка угловато расширена по бокам. Надкрылья почти шаровидные. Переднеспинка с широкими продольными валиками вдоль середины, расширенными в центре, и с укороченными впереди дуговидными валиками сбоку от них. Бороздки между валиками сплошь покрыты мелкими светлыми чешуйками. Промежутки надкрылий сильно выпуклые, извилистые, на боках надкрылий разбиты на отдельные круглые бугорки.
Ноги толстые и короткие, усажены толстыми торчащими щетинками. Бедра без зубца.
Голени на вершине угловато расширены наружу в виде более или менее крупной лопасти. Лапки узкие, третий членик не шире второго, подошва первого-третьего члеников с узкими пучками длинных щетинок на вершине. Коготки свободные.

## Ареал
Сицилия, юг Италии, Балканы, Кипр, Турция, юг Украины. В Крыму встречается в горах, доходя до уровня яйл. В России — северо -восток Приазовья и юго-запад Ростовской области, Приазовье и западная часть долины Маныча, Таманский полуостров.

## Биология
Обитает в степях и солонцеватых степях. Жуки чаще встречаются в апреле-мае, кормовые растения неизвестны, возможно, это представители семейства лилейные.

## Замечания по охране
Занесен в Красную Книгу России (1 категория — находящийся под угрозой исчезновения вид).